# María Linares
María Linares (* 5. Mai 1970 in Bogotá) ist eine kolumbianische Aktionskünstlerin, die seit 1996 in Deutschland lebt.

## Beruflicher Werdegang
Maria Linares studierte bildende Kunst und Philosophie in Bogotá. Es folgten ein Postgraduiertenstudium „Kunst und öffentlicher Raum“ an der Akademie der Bildenden Künste Nürnberg und „Kunst im Kontext“ an der Universität der Künste Berlin. Die Kunstprojekte, die Linares realisiert und kuratiert, zielen weniger auf Besucher von Kunstausstellungen als auf Passanten im Stadtraum, die sie überrascht und in ihre Aktionen miteinbezieht. Dabei strebt sie den Austausch und die aktive Teilnahme von Ausstellungsbesuchern, Raumnutzern und Passanten an. 2003 entwickelte sie für die Biennale der Karibik in der Dominikanischen Republik einen doppelten Sonnenschirm, mit dem die Träger Passanten im Vorbeilaufen Schatten spenden und mit ihnen plaudern konnten. In der Neuen Gesellschaft für bildende Kunst (NGBK) spannte sie Hängematten auf und beobachtete die Reaktion der Besucher.

## Werk

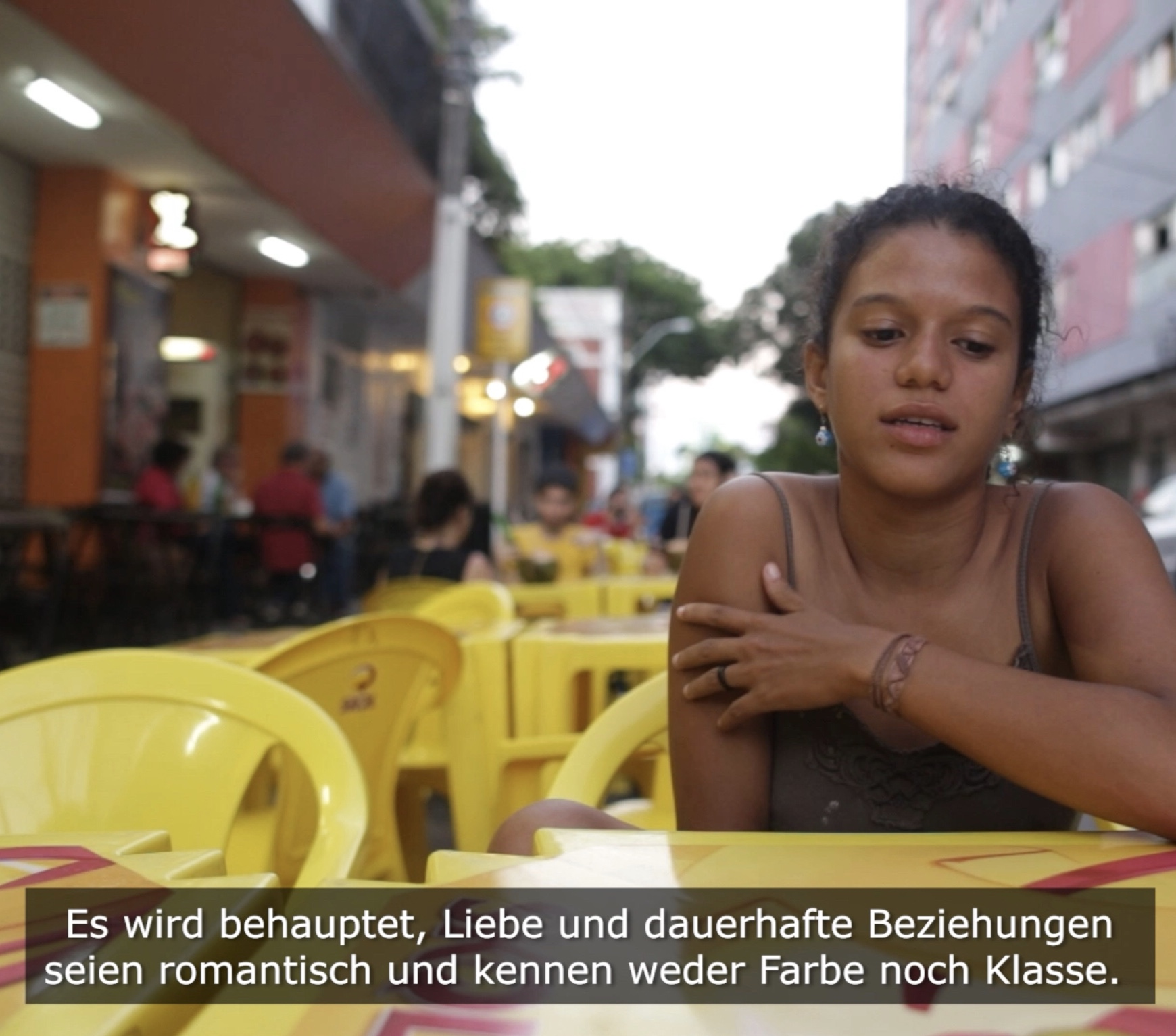
Ausschnitt aus einer Präsentation von María Linares

In ihren Kunstaktionen provoziert Linares die Zuschauer, indem sie sie mit ihren Vorurteilen konfrontiert. So beschäftigte sie sich 2009 in einem Projekt mit nationalen Stereotypen. Sie befragte Passanten in Berlin zu den Klischees, die sie mit Menschen aus verschiedenen Herkunftsländern verbinden und dokumentierte die Reaktionen in einem Video. Die Aussagen wurden anschließend auf Fotos von Schauspielern im öffentlichen Raum präsentiert.
Ähnlich ging Linares beim Projekt HIRSCH ROT vor, das sie zwischen 2010 und 2014 an der Julius-Hirsch-Sportanlage in Berlin-Charlottenburg durchführte. Mit diesem Projekt sollte an den 1943 in Auschwitz ermordeten deutsch-jüdischen Nationalspieler Julius Hirsch erinnert werden. Zunächst führte sie Interviews mit den die Sportanlage nutzenden Fußballteams durch. Ausschnitte aus den Gesprächen wurden anschließend mithilfe einer roten LED-Laufschrift im Flur des Sportgebäudes ausgestrahlt.
In Zusammenarbeit mit der bildenden Künstlerin Angélica Chio initiierte sie das Künstlerkollektiv daily services, an dem auch die Künstlerin Rosa Mesa mitwirkt. Zusammen mit Stefan Krüskemper und Kerstin Polzin entwickelt María Linares seit 2012 die Citizen Art Days in Berlin.

## Realisierungen und Gruppenprojekte (Auswahl)
- Seit 1999: Künstlerkollektiv daily services, in Zusammenarbeit mit der mexikanischen Künstlerin Angélica Chio, seit 2003 in wechselnden Zusammensetzungen.
- 2010: HIRSCH ROT, Kunst am Bau, Realisierung, Sportanlage Julius Hirsch, Berlin[2]
- Seit 2012: Mitinitiatorin der Citizen Art Days, zusammen mit Stefan Krüskemper und Kerstin Polzin

### Ausstellungen (Auswahl)
- 2001: Wegziehen. Frauenmuseum Bonn, Deutschland
- 2002: XI Muestra Internacional de Performance, 'fuera de campo', X-Teresa arte alternativo, Mexico Stadt, Mexico
- 2002: Mexican Contemporary Art Creation, MexArtFest, Umeda Sky Gallery, Osaka, Japan
- 2002: Día del mar/by the sea, Community Day, P.S.1 Contemporary Art Center, New York, U.S.A
- 2003: V Bienal del Caribe. Museo de Arte Moderno. Santo Domingo, Dominikanische Republik
- 2004: Trans/Migrations: Graphics as Contemporary Art. San Juan Poly/Graphic Triennial: Latin America and the Caribbean. San Juan, Puerto Rico
- 2008: ¡Urgente! 41 Salón Nacional de Artistas, Cali, Kolumbien
- 2009: Zeigen. An audio tour through Berlin by Karin Sander, Temporäre Kunsthalle, Berlin, Deutschland
- 2009: 7° Bienal do Mercosul – Projetáveis, Porto Alegre, Brasil
- 2011: Creative Time „Living as Form“, New York, U.S.A

## Mitgliedschaften
María Linares ist Mitglied im Deutschen Künstlerbund und war 2014–2016 Vorstandsmitglied des Berufsverbandes Bildender Künstler Berlin.